# Елемунд
Елемунд або Гелемунд (д/н — 548) — король гепідів.

## Життєпис
Ймовірно був сином Гундеріта, співкороля гепідів (разом з Тразаріхом), що керував на північ від Дунаю (у сучасній Трансильванії). Точна дата, коли став королем невідома, напевне це сталося наприкінці 510-х або напочатку 520-х років. Можливо більш переконливим є перша версія, оскільки є згадка, що 512 року лангобардський король Вахо пошлюбив доньку Елемунда — Аустригузу. До того ж в цей час завдяки лангобардам гепіди скинули залежність від герулів.

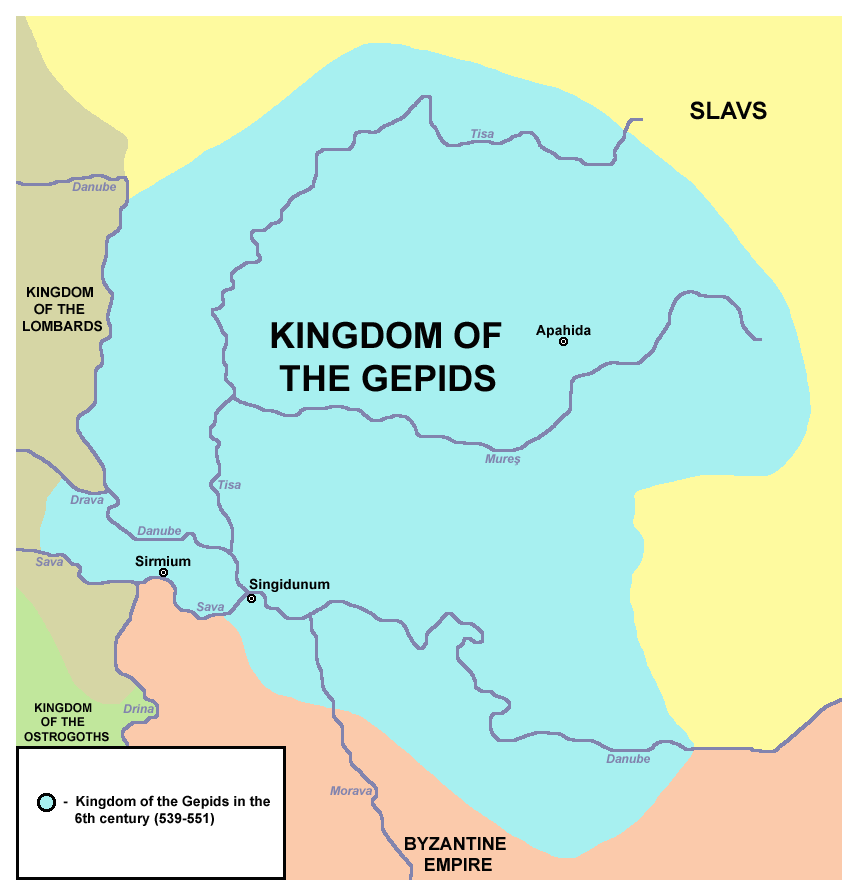
Королівство гепідів часів Елемунда

У 526 році, скориставшись смертю короля остготів Теодориха Великого зміг здобути для своєї частини королівства незалежність від Остготської держави. Тривалий час зберігав мирні стосунки з Візантією, вважався одним з її союзників. Можливо діяв разом зі своїм родичем Мундом проти булгар. Водночас до 530 року встановив повну владу над гепідами на лівому березі Дунаю.
У 537 році виступив на боці остготів у війні з Візантійською імперією. 537 року атакував візантійців, захопивши у них важливе місто Сірмій. Натомість імператор Юстиніан I наказав переселити гепідів з Паннонії Секунди до Криму. Втім частина зуміла перейти Дунай, де їх привітав Елемунд.
539 року уклав союз з Теодебертом I, королем Австразії. Того ж року діяв спільно з останнім (франки атакували Північну Італію), а Елемунд переміг візантійців на чолі із Каллюсом. Внаслідок чого зайняв території провінцій Мізія Прима і Дакія Ріпенсіс (до річки Утус). У 541 році відправив добірний загін на допомогу остготському королю Ільдебаду, що боровся з візантійцями у північній Італії. Надалі до своєї смерті діяв спільно з королем Тотілою, намагаючись відтягнути візантійські війська на Балканах.
Помер від якоїсь хвороби 548 року. Його сина Устрігота через малолітство усунено від влади Торисвінтом, що став королем гепідов. Устрігот довгий час безуспішно намагався повернути собі владу, спираючись в цьому на допомогу лангобардів, але 552 року його було вбито королем Албойном.